# Gornji Cerovljani
Gornji Cerovljani falu Horvátországban Sziszek-Monoszló megyében. Közigazgatásilag Hrvatska Dubicához tartozik.

## Fekvése
Sziszektől légvonalban 43, közúton 52 km-re délkeletre, községközpontjától 5 km-re északnyugatra a Báni végvidéken a Sunjáról Hrvatska Dubicára vetező 224-es számú főút mentén, Živaja és Donji Cerovljani között fekszik. A falunak vasútállomása van a Zágráb – Novszka vasútvonalon.

## Története
A település neve 1407-ben bukkan fel először írásos forrásban „Cheroch possessio” alakban. 1464-ben „Czerowecz” néven említik. E vidéket 1461-ben támadta először a török. 1483-ban a közeli Dubicánál győzte le Frangepán Bernardin serege a törököt. 1513-ban a török ismét megtámadta a határvidéket és elfoglalta Dubicát, de augusztus 16-án Dubica mellett az Una és a Száva közötti mezőn Beriszló Péter horvát bán aratott nagy győzelmet felettük. A csatában mintegy kétezer török harcos, köztük négy rangos tiszt esett el, az ötödik pedig rabságba esett. a zsákmányt a bán Ulászló királynak küldte el. A velencei-török háború során 1538-ban a falu területe újra a törököké lett és egészen 1685-ig török kézen volt. A török uralom idején a banjalukai szandzsák része. 
A törökellenes felszabadító harcok keretében Erdődy Miklós horvát bán 1685-ben adta ki a parancsot a töröknek az Una folyóig történő visszaszorítására. Ennek során foglalták vissza a térséget a császári erők. A kialakult erőviszonyokat az 1699-es karlócai béke szentesítette, ezzel a határ hivatalosan is az Una folyóhoz került vissza. A térségbe már 1687-től megkezdődött a keresztény lakosság betelepítése. Cerovljanira Boszniából érkezett katolikus horvátokat és pravoszláv szerbeket is telepítettek. 1703-ban Lipót császár az egész Una és Kulpa közötti térséget a bán katonai parancsnoksága alá rendelte, ezzel létrejött a Báni végvidék (horvátul Banija, vagy Banovina). A 18. században két nagy törökellenes háború is dúlt 1716 és 1718, illetve 1737 és 1739 között. Az elsőben a császári hadak felszabadították Észak-Boszniát és Szerbiát, de a másodikban újra elveszítették ezeket a területeket. 1718 és 1871, a katonai közigazgatás megszüntetése között katonai irányítás alatt állt. 1742-ben a török ismét betört az Unamentére végigpusztítva azt. 1749-ben a Báni végvidéket átszervezték, két ezredre, a glinaira és a kostajnicaira osztották fel. 
A falu 1774-ben az első katonai felmérés térképén „Dorf Czerovlany” néven szerepel. A település 1809 és 1813 között francia uralom alatt állt. Nagy Lajos 1829-ben kiadott művében „Ober Cerovlyani” néven 50 házzal és 363, többségben ortodox vallású lakossal találjuk. A katonai közigazgatás megszüntetése után Zágráb vármegye Kostajnicai járásának része volt. 1857-ben 143, 1910-ben 229 lakosa volt. 
1918-ban az új szerb-horvát-szlovén állam, majd később Jugoszlávia része lett. Különösen nehéz időszakot élt át a község lakossága a II. világháború alatt. 1941-ben a németbarát Független Horvát Állam része lett. A háború után a lakosság főként mezőgazdasággal és állattartással foglalkozott. A fiatalok a közeli városok ipari üzemeibe mentek dolgozni. 1991-ben a háború előtt lakosságának 85%-a horvát, 14%-a szerb nemzetiségű volt. 1991-ben elfoglalták a szerb erők és a horvát lakosságnak menekülnie kellett. A szerbek a falu nagy részét a katolikus kápolnával együtt lerombolták. 1995. augusztus 5-én a Vihar hadművelet elején szabadították fel a horvát erők. A szerb lakosság többsége elmenekült. A településnek 2011-ben 99 lakosa volt.

## Népesség
| Lakosság változása | Lakosság változása | Lakosság változása | Lakosság változása | Lakosság változása | Lakosság változása | Lakosság változása | Lakosság változása | Lakosság változása | Lakosság változása | Lakosság változása | Lakosság változása | Lakosság változása | Lakosság változása | Lakosság változása | Lakosság változása |
| ------------------ | ------------------ | ------------------ | ------------------ | ------------------ | ------------------ | ------------------ | ------------------ | ------------------ | ------------------ | ------------------ | ------------------ | ------------------ | ------------------ | ------------------ | ------------------ |
| 1857               | 1869               | 1880               | 1890               | 1900               | 1910               | 1921               | 1931               | 1948               | 1953               | 1961               | 1971               | 1981               | 1991               | 2001               | 2011               |
| 143                | 127                | 109                | 143                | 143                | 229                | 226                | 233                | 217                | 361                | 367                | 331                | 202                | 247                | 142                | 99                 |

## Nevezetességei
Szent Péter és Pál apostolok tiszteletére szentelt római katolikus kápolnáját 1991-ben a szerbek lerombolták. A háború után teljesen újjáépítették.